# Heinrich Leistenschneider
Heinrich Leistenschneider (* 5. Juli 1986 in Straubing) ist ein ehemaliger deutscher Karateka, zweiter Dan Shōtōkan Karate, Bronze-Medaillen-Gewinner Junioren-EM 2007 (-80 kg), Team-Europameister Junioren 2007, Team-Europameister 2012 und Team-Vizeweltmeister 2014 (-84 kg).

## Sportlicher Werdegang
Heinrich Leistenschneider lebt in Straubing, er wird seit 1992 von Wolfgang Seidel im Karate-Do Straubing trainiert.
Seit 2006 startet er für Deutschland in der Nationalmannschaft (DKV) sowohl in der Disziplin Kumite-Einzel (-84 kg) als auch im Team.
Seine größten Erfolge waren unter anderem der Gewinn der Team-Europameisterschaft 2012 und die Team-Vizeweltmeisterschaft 2014 in Bremen.

## Nationale Erfolge
- 2011 Deutscher Meister (-84 kg)[3]
- 2010 Deutscher Vize-Meister (-84 kg)
- 2009 Deutscher Vize-Meister (-84 kg)

## Internationale Erfolge
- 2014 Team Vize-Weltmeister in Bremen
- 2014 Bronze-Medaille Europameisterschaft Team in Tampere, Finnland
- 2013 Bronze-Medaille Europameisterschaft Team in Budapest, Ungarn
- 2012 Europameister Team auf Teneriffa, Spanien
- 2007 Bronze-Medaille (-80 kg) Junioren-Europameisterschaft in Izmir, Türkei
- 2007 Europameister Team Junioren-EM in Izmir, Türkei

## Besondere Auszeichnungen
- Sportehrennadel der Stadt Straubing in Silber
- Sportehrennadel der Stadt Straubing in Gold
- 2013 Sonderehrung der Stadt Straubing für den Gewinn der Europameisterschaft[4]
- 2014 Sonderehrung der Stadt Straubing für den Gewinn der Vizeweltmeisterschaft[5]
- Niederbayerns Sportler des Jahres 2010[6]

## Erwähnenswertes
- 2015 Co-Kommentator für Sport1 als Karate-Experte bei den Europaspielen in Baku[7]
- 2013 Trainer im Miss Germany-Camp auf Fuerteventura[8]
- 2007 Trainer im Trainingscamp der Prinzessin Sheikha Maitha bin Mohammed bin Rachid Al Maktoum (Dubai), Tochter des Premierministers Muhammad bin Raschid Al Maktum[9]